# Rejon warwiński
Rejon warwiński – jednostka administracyjna wchodząca w skład obwodu czernihowskiego Ukrainy.
Rejon utworzony w 1923, ma powierzchnię 590 km² i liczy około 20 tysięcy mieszkańców. Siedzibą władz rejonu jest Warwa.
Na terenie rejonu znajdują się 1 osiedlowa rada i 14 silskich rad, obejmujących w sumie 27 wsi i 2 osady.

## Miejscowości
- (Антонівка)
- (Берізка)
- (Богдани)
- (Боханів)
- (Брагинці)
- (Булавівщина)
- (Дащенки)
- (Гнідинці)
- (Григорівщина)
- (Хортиця)
- (Ященків)
- (Калиновиця)
- (Кулишівка)
- (Кухарка)
- (Леляки)
- (Макіївка)
- (Макушиха)
- (Мармизівка)
- (Мудре)
- Ozeriany (Озеряни)
- (Остапівка)
- (Саверське)
- (Світличне)
- (Сіриків)
- (Сіряківщина)
- (Тонка)
- (Рубанів)
- Warwa (Варва)
- (Воскресенське)
- (Журавка)